# Enno I van Oost-Friesland
Enno I van Oost-Friesland (circa 1460 - Friedeburg, 19 februari 1491) was van 1466 tot aan zijn dood graaf van Oost-Friesland. Hij behoorde tot het huis Cirksena.

## Levensloop
Enno I was de oudste zoon van graaf Ulrich I van Oost-Friesland uit diens huwelijk met Theda Ukena. Na de dood van zijn vader in 1466 werd hij graaf van Oost-Friesland, wegens zijn minderjarigheid onder het regentschap van zijn moeder. Omdat hij andere interesses had dan te regeren, bleef zijn moeder ook nadat hij volwassen werd de regeringszaken beheren. In de jaren 1480 nam hij meer en meer verantwoordelijkheden op zich, maar een formele machtsoverdracht vond niet plaats. 
In 1489 trok hij op pelgrimstocht  naar Palestina, waar hij in de Heilig Grafkerk van Jeruzalem tot ridder werd geslagen. Tijdens zijn afwezigheid werden zijn zus Almut en Engelman van Horstell, de drost van Friedeburg, verliefd op elkaar. Het koppel smeedde zelfs huwelijksplannen, waar Theda zich erg tegen verzette.
Niettemin ging Almut samen met haar verloofde in zijn burcht in Friedeburg wonen. Ze beweerde dat haar broer akkoord ging met de verbintenis en nam als "bruidsschat" familiejuwelen mee. Toen Enno in februari 1491 terug in Oost-Friesland was, bleek het tegendeel echter waar. Ervan overtuigd dat zijn zus door haar geliefde was ontvoerd, was hij vastberaden om het koppel te achtervolgen. In een veld vlak bij Friedeburg riep hij Engelman ter verantwoording. De drost bleef volharden dat hij van Almut hield en weigerde haar aan Enno te geven. Hij bereikte op tijd de Friedeburg, achternagezeten door Enno. Toen de graaf met zijn zware wapenuitrusting de burchtgracht wilde oversteken, die — aangezien het winter was — was dichtgevroren, viel hij door het ijs en verdronk.
Enno werd bijgezet in de Grote Kerk in Emden. Aangezien hij ongehuwd en kinderloos was gebleven, volgde zijn jongere broer Edzard I hem op als graaf van Oost-Friesland.